# Liste der Baudenkmale in Oberuckersee
In der Liste der Baudenkmale in Oberuckersee sind alle Baudenkmale der brandenburgischen Gemeinde Oberuckersee und ihrer Ortsteile aufgelistet. Grundlage ist die Veröffentlichung der Landesdenkmalliste mit dem Stand vom 31. Dezember 2022.

## Baudenkmale in den Ortsteilen
In den Spalten befinden sich folgende Informationen:
- ID-Nr.: Die Nummer wird vom Brandenburgischen Landesamt für Denkmalpflege vergeben. Ein Link hinter der Nummer führt zum Eintrag über das Denkmal in der Denkmaldatenbank. In dieser Spalte kann sich zusätzlich das Wort Wikidata befinden, der entsprechende Link führt zu Angaben zu diesem Denkmal bei Wikidata.
- Lage: die Adresse des Denkmales und die geographischen Koordinaten. Link zu einem Kartenansichtstool, um Koordinaten zu setzen. In der Kartenansicht sind Denkmale ohne Koordinaten mit einem roten beziehungsweise orangen Marker dargestellt und können in der Karte gesetzt werden. Denkmale ohne Bild sind mit einem blauen bzw. roten Marker gekennzeichnet, Denkmale mit Bild mit einem grünen beziehungsweise orangen Marker.
- Bezeichnung: Bezeichnung in den offiziellen Listen des Brandenburgischen Landesamtes für Denkmalpflege. Ein Link hinter der Bezeichnung führt zum Wikipedia-Artikel über das Denkmal.
- Beschreibung: die Beschreibung des Denkmales
- Bild: ein Bild des Denkmales und gegebenenfalls einen Link zu weiteren Fotos des Baudenkmals im Medienarchiv Wikimedia Commons

### Blankenburg
| ID-Nr.                           | Lage                 | Bezeichnung | Beschreibung | Bild           |
| -------------------------------- | -------------------- | ----------- | --- | -------------- |
| 09130018                         | An der Kirche (Lage) | Kirche      | Die evangelische Kirche wurde in der zweiten Hälfte des 13. Jahrhunderts erbaut. Im 14. Jahrhundert wurde die Kirche erweitert. Es ist ein Saalbau aus Feldsteinen. Der Dachturm wurde 1710 hinzugefügt, er hat eine Schweifhaube und eine achteckige Laterne. Im Jahre 1978 brannte die Kirche aus, 1981 wurde die Kirche neu geweiht. Bei dem Brand wurde die Ausstattung fast vollständig zerstört. Erhalten geblieben sind Teile der Kanzel und einige Epitaphe. | weitere Bilder |
| 09131539 Teilobjekt zu: 09130018 | An der Kirche (Lage) | Taufengel   | Hölzerner, etwa 1,51 Meter großer Taufengel, der vermutlich Anfang des 18. Jahrhunderts gefertigt wurde. Im Jahr 2000 erfolgte eine Restaurierung. | BW             |
| 09131008 Teilobjekt zu: 09130018 | An der Kirche (Lage) | Orgel       | Von Johann Friedrich Turley im Jahr 1826 gebaute Orgel. | BW             |

### Melzow
| ID-Nr.                           | Lage                         | Bezeichnung                                                                   | Beschreibung | Bild               |
| -------------------------------- | ---------------------------- | ----------------------------------------------------------------------------- | --- | ------------------ |
| 09130180                         | (Lage)                       | Kirche                                                                        | Die evangelische Kirche wurde Ende des 13. Jahrhunderts erbaut. Im Inneren befindet sich ein Altaraufsatz aus dem Jahre 1610. | weitere Bilder     |
| 09131062 Teilobjekt zu: 09130180 | (Lage)                       | Orgel                                                                         | | BW                 |
| 09131312                         | Friedhofstraße 13 (Lage)     | Försterei, bestehend aus Hauptgebäude, Scheune, Stall, Waschküche und Brunnen | | BW                 |
| 09131313 Teilobjekt zu: 09131312 | Friedhofstraße 13 ()         | Forsthaus                                                                     | | ein Bild hochladen |
| 09131314 Teilobjekt zu: 09131312 | Friedhofstraße 13 ()         | Scheune                                                                       | Die Scheune steht auf der linken Seite des Hofs.                                                                              | ein Bild hochladen |
| 09131315 Teilobjekt zu: 09131312 | Friedhofstraße 13 ()         | Stall                                                                         | Der Stall befindet sich auf der rechten Seites des Hofs.                                                                      | ein Bild hochladen |
| 09131316 Teilobjekt zu: 09131312 | Friedhofstraße 13 ()         | Waschküche                                                                    | Die Waschküche steht südwestlich des Stalls.                                                                                  | ein Bild hochladen |
| 09131317 Teilobjekt zu: 09131312 | Friedhofstraße 13 ()         | Brunnen                                                                       | Der Brunnen befindet sich in der Mitte des Hofes.                                                                             | ein Bild hochladen |
| 09130181                         | Stegelitzer Straße 11 (Lage) | Wohnhaus mit Wirtschaftsgebäude, Scheune und Stall                            | | BW                 |
| 09131611 Teilobjekt zu: 09130181 | Stegelitzer Straße 11 ()     | Wohnhaus                                                                      | | ein Bild hochladen |
| 09131612 Teilobjekt zu: 09130181 | Stegelitzer Straße 11 ()     | Wirtschaftsgebäude                                                            | | ein Bild hochladen |

### Potzlow
| ID-Nr.                           | Lage                            | Bezeichnung                                     | Beschreibung | Bild               |
| -------------------------------- | ------------------------------- | ----------------------------------------------- | --- | ------------------ |
| 09130999                         | Kirchgasse 3 (Lage)             | Pfarrhaus mit Einfriedung                       | | BW                 |
| 09130100 Wikidata                | (Lage)                          | Kirche mit Kirchhofseinfriedung und Rolandfigur | Die evangelische Kirche wurde nach einem Brand im Jahre 1760 renoviert und umgebaut. Im Inneren befindet sich ein Kanzelaltar aus der Zeit um 1800. Der Roland vor der Kirche ist aus Holz gefertigt und wurde bereits mehrmals erneuert. | weitere Bilder     |
| 09131581 Teilobjekt zu: 09130100 | ()                              | Skulptur                                        | Die Skulptur, eine Roland-Figur, ist aus Holz geschnitzt und befindet sich in der Kirche. | ein Bild hochladen |
| 09131582 Teilobjekt zu: 09130100 | ()                              | Portal                                          | Das Portal ist Teil der Kirchhofsmauer und ist datiert auf das Jahr 1710. | ein Bild hochladen |
| 09131583 Teilobjekt zu: 09130100 | ()                              | Portal                                          | Das Portal ist Teil der Kirchhofsmauer. | Portal             |
| 09131000 Teilobjekt zu: 09130100 | ()                              | Kirchhofsmauer                                  | | ein Bild hochladen |
| 09131130 Teilobjekt zu: 09130100 | ()                              | Orgel                                           | | ein Bild hochladen |
| 09130950                         | Prenzlauer Straße 16 (Lage)     | Gutsarbeiterwohnhaus                            | | BW                 |
| 09130104                         | Prenzlauer Straße 37, 39 (Lage) | Wassermühle                                     | | Wassermühle        |
| 09131272 Teilobjekt zu: 09130104 | Prenzlauer Straße 37 ()         | Wohnhaus                                        | | ein Bild hochladen |
| 09131273 Teilobjekt zu: 09130104 | Prenzlauer Straße 37 ()         | Scheune                                         | | ein Bild hochladen |

### Seehausen
| ID-Nr.                           | Lage                      | Bezeichnung                                             | Beschreibung | Bild                                                    |
| -------------------------------- | ------------------------- | ------------------------------------------------------- | --- | ------------------------------------------------------- |
| 09130666                         | Dorfstraße (Lage)         | Kirche                                                  | Die Kirche wurde im 18. Jahrhundert erbaut. Es ist eine Fachwerkkirche mit einem Dachturm auf der westlichen Seite der Kirche. Zu Beginn des 20. Jahrhunderts wurde die Ostwand ersetzt. Im Inneren befindet sich eine Balkendecke, eine Empore und ein dreigeschossiger Altaraufsatz. Der Altaraufsatz stammt aus dem ersten Viertel des 17. Jahrhunderts. Die Kanzel wurde 1619 errichtet. Das Taufbecken stammt aus der zweiten Hälfte des 19. Jahrhunderts. | weitere Bilder                                          |
| 09131077 Teilobjekt zu: 09130666 | Dorfstraße ()             | Orgel                                                   | | ein Bild hochladen                                      |
| 09130869                         | Dorfstraße 20 (Lage)      | Brennerei mit Schornstein und Speicher, auf dem Gutshof | | Brennerei mit Schornstein und Speicher, auf dem Gutshof |
| 09131962 Teilobjekt zu: 09130869 | Dorfstraße 20 ()          | Speicher                                                | | ein Bild hochladen                                      |
| 09130665                         | Dorfstraße 38, 38a (Lage) | Wohnhaus                                                | Im Wohnhaus befindet sich eine schwarze Küche. | Wohnhaus                                                |

### Strehlow
| ID-Nr.                           | Lage                                 | Bezeichnung                                       | Beschreibung | Bild                                              |
| -------------------------------- | ------------------------------------ | ------------------------------------------------- | --- | ------------------------------------------------- |
| 09130105                         | Lindenstraße (Lage)                  | Kirche                                            | Die Dorfkirche wurde in der zweiten Hälfte des 13. Jahrhunderts erbaut. 1945 wurde die Kirche zerstört und war bis 2007 Ruine. Es ist eine Saalbau mit einem rechteckigen Grundriss und einem Westturm Der Turm ist schiffbreit, der Turmaufsatz ist verbrettert. | weitere Bilder                                    |
| 09130922                         | Lindenstraße 32, Am Brink 2/3 (Lage) | Wirtschaftsgebäude und Arbeiterwohnhaus des Gutes | | Wirtschaftsgebäude und Arbeiterwohnhaus des Gutes |
| 09131977 Teilobjekt zu: 09130922 | Am Brink 2/3 ()                      | Wohnhaus                                          | | ein Bild hochladen                                |
| 09130106                         | Prenzlauer Allee (Lage)              | Gutspark                                          | | Gutspark                                          |

### Warnitz
| ID-Nr.                           | Lage             | Bezeichnung  | Beschreibung | Bild           |
| -------------------------------- | ---------------- | ------------ | --- | -------------- |
| 09130178 Wikidata                | Am Ring (Lage)   | Kirche       | Die evangelische Kirche wurde 1738 erbaut, sie geht aber im Kern auf ein Bauwerk aus dem 14. Jahrhundert zurück. Der Saalbau aus Feldstein hat einen eingezogenen Turm mit einer achteckigen Haube. Die Innenausstattung ist aus der Zeit von 1975 bis 1978. | weitere Bilder |
| 09131082 Teilobjekt zu: 09130178 | Am Ring (Lage)   | Orgel        | | BW             |
| 09130179                         | Am Ring 1 (Lage) | Wohnhaus     | | Wohnhaus       |
| 09131215                         | Am Ring 4 (Lage) | Spritzenhaus | | Spritzenhaus   |